# ده شیش
'ده شیش، روستایی از توابع بخش ملارد شهرستان شهریار در استان تهران ایران است.

## جمعیت
این روستا در دهستان بی بی سکینه قرار دارد و براساس سرشماری مرکز آمار ایران در سال ۱۳۸۵، جمعیت آن ۵۲۳ نفر (۱۲۸ خانوار) بوده‌است.